# Aristides Gomes
Aristides Gomes (Canchungo, 8 novembre 1954) è un politico guineense, esponente principale del Partito Repubblicano per l'Indipendenza e lo Sviluppo, Primo ministro della Guinea-Bissau dall'aprile 2018.
In precedenza aveva ricoperto la stessa carica dal novembre 2005 all'aprile 2007 come rappresentante del Partito Africano per l'Indipendenza della Guinea e di Capo Verde.